# Mbok
Le Mbok ou Mbock est le fondement de la cosmogonie et de l'institution sociale du peuple Bassa.

## Étymologie
Le mot Mbok vient du verbe bog, qui se traduit dans la langue Bassa par entailler ou arranger, qui se dit Bogbe, s'éterniser, d'où mbog, le concubin notoire. Le mot mbog avec un accent circonflexe sur la lettre o se traduit par avancer, s'avancer, devancer d'où le terme mbôgna qui se traduit  par le leader, ou mbôg l'ainé, le premier. A la fin le mot mbock traduit une idée d'éternité (l'univers comprenant toute la création : hommes, bêtes, plantes et éléments).

## Histoire
Dans les fondements des institutions du peuple Bassa, neuf hommes, avec leurs femmes et leurs enfants seraient sortis de la grotte Ngog Lituba. Parmi ses enfants, il y aurait eu Ngog, très intelligent qui aurait pris les rênes du groupe. Le troisième fils dénommé Mban était très obstiné et aurait été ensuite intronisé à la tête de cette nouvelle société en ces termes “Par ton endurance, tu resteras à la place de ton père et à la mienne. C’est toi qui récolteras le travail de l’espérance, tu arrangeras les choses de tous les côtés, tu béniras quelqu’un à l’assemblée selon sa volonté et ses œuvres”. Par ces mots, la tradition régit le droit de succession dans le peuple Bassa. Le commandement n'est pas forcément attribué en fonction de la primogéniture ni au hasard. Le leadership communautaire dépend des qualités nécessaires pour gouverner la société. Il est donc investi d’un triple rôle. 
- un rôle économique pour subvenir aux besoins matériels du groupe en organisant le travail
- un rôle religieux, intitulé Mbombok ou chef de clan dont le pluriel est Mbambombok, il est dépositaire de la puissance divine.
- un rôle social pour maintenir la cohésion sociale du groupe en réglant les conflits.